# Inundações no Sudeste Asiático de 2006–2007
As inundações do Sudeste Asiático de 2006-2007 foram uma série de inundações que afetaram principalmente a Malásia de 18 de dezembro de 2006 a 13 de janeiro de 2007. As inundações foram causadas por chuvas acima da média, que foram atribuídas ao tufão Utor (2006), que havia atingido as Filipinas e o Vietnã alguns dias antes. Na terceira semana de janeiro de 2007, Johor foi afetada por uma inundação maior. Singapura e certas partes da Indonésia foram inundadas devido ao mesmo tufão.
Ao longo da semana que começou em 18 de dezembro de 2006, uma série de inundações atingiu Johor, Malacca, Pahang e Negeri Sembilan. Durante este período, esses estados do sul da Malásia, juntamente com Cingapura, experimentaram chuvas anormalmente altas que resultaram em inundações maciças. A precipitação registrada na cidade de Johor Bahru em 19 de dezembro foi de 289 mm em comparação com a precipitação média anual da cidade, que é de 2400 mm. Em Cingapura, a precipitação de 24 horas registrada em 20 de dezembro foi de 366 mm, a terceira maior precipitação registrada em 75 anos.
As inundações começaram quando chuvas torrenciais desde domingo fizeram com que rios e barragens transbordassem. As autoridades meteorológicas descreveram as inundações como as piores na área em um século. Pelo menos seis pessoas morreram.
Mais tarde naquela semana, a partir de 22 de dezembro, Sumatra do Norte experimentou chuvas anormalmente altas que também causaram inundações.